# Mistrzostwa Świata w Piłce Nożnej 2014 (eliminacje strefy OFC)/Grupa 3

## Grupa
| Lp. | Drużyna           | M | Mecze | Mecze | Mecze | Bramki | Bramki | Bramki | Pkt |
| Lp. | Drużyna           | M | W     | R     | P     | +      | −      | +/−    | Pkt |
| --- | ----------------- | - | ----- | ----- | ----- | ------ | ------ | ------ | --- |
| 1.  | Nowa Zelandia     | 3 | 2     | 1     | 0     | 4      | 2      | +2     | 7   |
| 2.  | Wyspy Salomona    | 3 | 1     | 2     | 0     | 2      | 1      | +1     | 5   |
| 3.  | Fidżi             | 3 | 0     | 2     | 1     | 1      | 2      | −1     | 2   |
| 4.  | Papua-Nowa Gwinea | 3 | 0     | 1     | 2     | 2      | 4      | −2     | 1   |

## Mecze
| 2 czerwca 2012 | Fidżi | 0:1(0:1) | Nowa Zelandia · 8' Smith | Lawson Tama Stadium, Honiara Widzów: 12 950 Sędzia: Isidore Assiene-Ambassa |
|                |       |          |                          |                                                                             |

| 2 czerwca 2012 | Wyspy Salomona · Totori 5' | 1:0(1:0) | Papua-Nowa Gwinea | Lawson Tama Stadium, Honiara Widzów: 15 000 Sędzia: Norbert Hauata |
|                |                            |          |                   |                                                                    |

| 4 czerwca 2012 | Papua-Nowa Gwinea · Hans 88' (k) | 1:2(0:1) | Nowa Zelandia · 2' Smeltz · 53' Wood | Lawson Tama Stadium, Honiara Widzów: 4700 Sędzia: Bruce George |
|                |                                  |          |                                      |                                                                |

| 4 czerwca 2012 | Fidżi | 0:0(0:0) | Wyspy Salomona | Lawson Tama Stadium, Honiara Widzów: 13 600 Sędzia: Kader Zitouni |
|                |       |          |                |                                                                   |

| 6 czerwca 2012 | Papua-Nowa Gwinea · Jack 85' | 1:1(0:1) | Fidżi · 14' Dunadamu | Lawson Tama Stadium, Honiara Widzów: 7000 Sędzia: Kader Zitouni |
|                |                              |          |                      |                                                                 |

| 6 czerwca 2012 | Nowa Zelandia · Wood 14' | 1:1(1:0) | Wyspy Salomona · 57' Totori | Lawson Tama Stadium, Honiara Widzów: 15 000 Sędzia: Norbert Hauata |
|                |                          |          |                             |                                                                    |